# Жандрон, Эрнест Огюстен
Эрне́ст Огюсте́н Жандро́н (фр. Ernest Auguste Gendron, 1817—1881) — французский исторический живописец, ученик П. Делароша, в течение многих лет работавший в Италии.

## Биография
Родился в Париже в 1817 году, учился живописи у Поля Делароша. Между 1844 и 1847 годами путешествовал по Италии с Деларошем и Жаном-Леоном Жеромом. Его картины отличаются ясным и гармоничным колоритом. Темы для картин художник брал из священной и церковной истории, мифологии, античности, эпохи Возрождения, фантастических легенд и произведений поэзии. Наиболее известные произведения: «Боккаччо объясняет поэму Данте» (1844), «Виллисы» (1846), «Святая Екатерина, погребаемая ангелами» (1848), «Молодая девушка обращает своего жениха в христианство» (1849), «Воскресный день во Флоренции, в XV столетии» (1855), «Неразумные девы» (1873), «Благодарственные молитвы Эскулапу» (1875) и «Дань афинян Минотавру» (1877).
Художником расписана одна из капелл церкви святого Гервасия в Париже и исполнен плафон «Четыре времени года» в торжественном зале здания французского государственного совета.